# Eat ’Em and Smile
Eat ’Em and Smile ist das erste nach seiner Trennung von Van Halen aufgenommene Album von David Lee Roth.

## Entstehungsgeschichte
Nachdem Roth 1985 eine EP mit Coverversionen bekannter Songs aufgenommen hatte, die ziemlich erfolgreich war (die Single California Girls erreichte Platz 3 der Billboard Hot 100), schied er kurz darauf bei Van Halen aus. Da Differenzen der Bandmitglieder zur Trennung geführt hatten, bemühte sich Roth, hochklassige Musiker um sich zu versammeln, um seiner alten Band das Wasser reichen zu können. Er konnte den Gitarristen Steve Vai, den Bassisten Billy Sheehan und den Schlagzeuger Gregg Bissonette für sich gewinnen, und gemeinsam nahmen sie die Aufnahmen in Angriff.

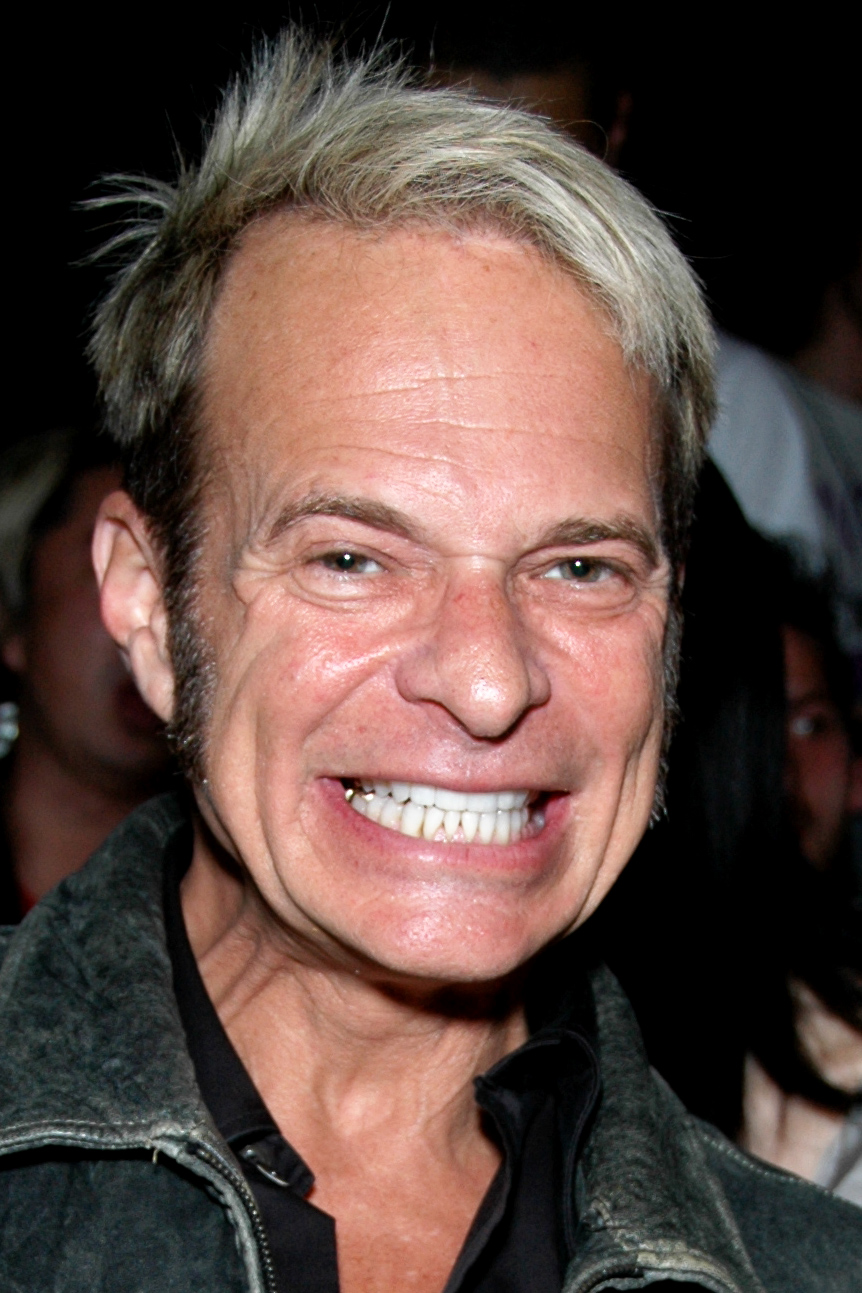
David Lee Roth
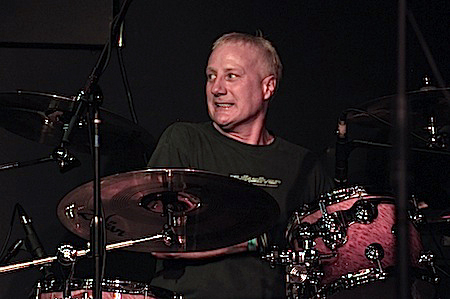
Greg Bissonette
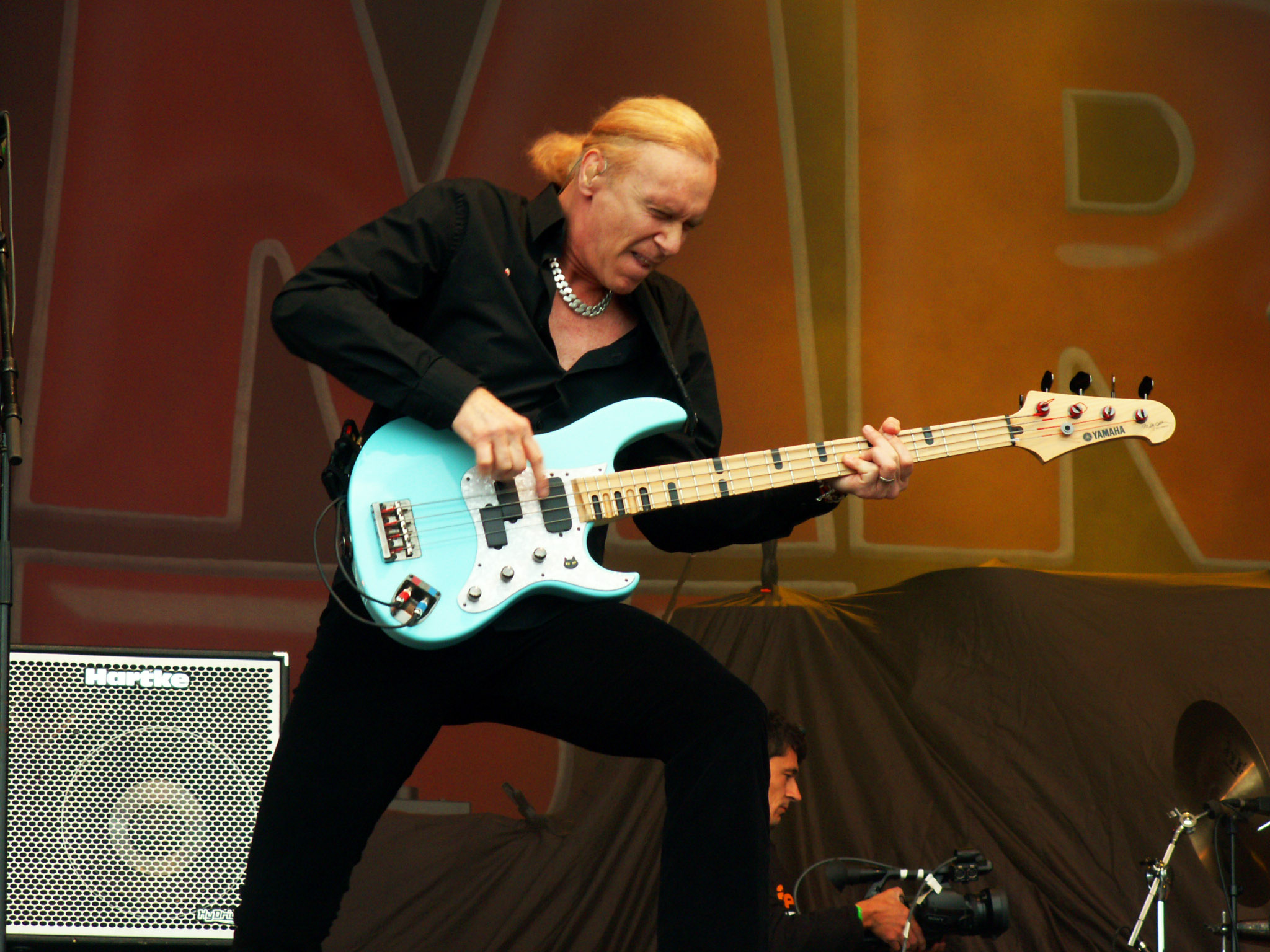
Billy Sheehan
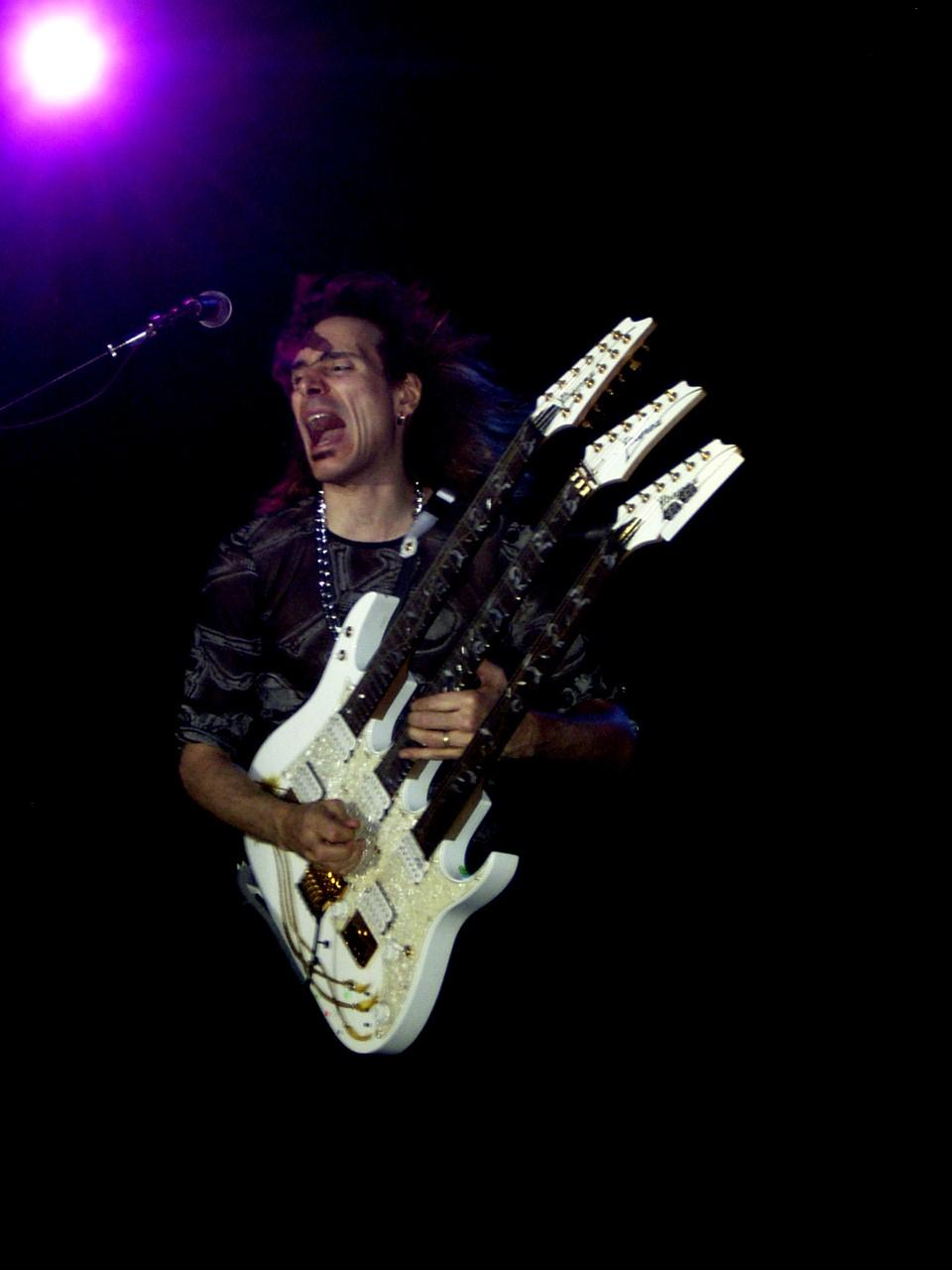
Steve Vai

Als Produzent fungierte, wie schon bei der EP Crazy From The Heat, Van-Halen-Produzent Ted Templeman, der mit Van Halen zuletzt das Album 1984 aufgenommen hatte; Toningenieur war Jeff Hendrickson. Die Aufnahmen fanden in den Tonstudios The Power Station in New York City und den Fantasy Studios in Berkeley (Kalifornien) statt, zusätzliche Aufnahmen wurden bei Can-Am Recorders in Tarzana (Kalifornien) aufgezeichnet.
Das Album enthält zehn Titel, drei davon sind Coverversionen. Als Single wurde der Titel Yankee Rose veröffentlicht, in dessen Intro Steve Vai seine Gitarre einen „Dialog“ mit David Lee Roth führen lässt. An der Art, wie Vai die Töne phrasiert, lässt sich durch Roth' „Antworten“ mit etwas Fantasie verstehen, was die Gitarre im Dialog „sagt“.
Eat ’Em and Smile war das erste von zwei Alben, an denen die Ausnahmeinstrumentalisten Vai und Sheehan beteiligt waren. Immer wieder bringen sie ihre Instrumente klanglich zueinander, synchronisieren wiederholt Bass- und Gitarrenmelodien und glänzen mit ihrem Können.

## Charts und Erfolge
Das Album wurde am 5. September 1986 veröffentlicht und stieg in den USA auf Platz 4 der Billboard 200; es konnte sich 60 Wochen in den Charts halten. Yankee Rose erreichte Platz 16 der Billboard Hot 100, gefolgt von Goin Crazy (Platz 66) und That's Life (Platz 85).

## Verkäufe
| Land                         | Zertifikation | Verkäufe   |
| ---------------------------- | ------------- | ---------- |
| Vereinigte Staaten (RIAA)    | 2× Platin     | +2.000.000 |
| Vereinigtes Königreich (BPI) | Gold          | +100.000   |

## Sonrisa Salvaje
Um den damals starken mexikanischen Markt zu befriedigen, wurde das Album auch in einer spanischen Version mit dem Titel Sonrisa Salvaje (Wildes Lächeln) veröffentlicht. Roth bediente sich eines spanischen Tutors und sang alle Titel noch einmal spanisch ein, an denen sonst keine Veränderungen vorgenommen wurden. Einzige Ausnahme war der Titel Big Trouble der auf der spanischen Version nicht ausgeblendet wird, sondern abrupt endet.

## Titelliste
1. Yankee Rose (David Lee Roth, Steve Vai) – 3:47
2. Shy Boy (Billy Sheehan, arr. Roth) – 3:23
3. I’m Easy (Field, Price) – 2:11
4. Ladies’ Nite in Buffalo? (Roth, Vai) – 4:08
5. Goin’ Crazy! (Roth, Vai) – 3:11
6. Tobacco Road (John D. Loudermilk) – 2:27
7. Elephant Gun (Roth, Vai) – 2:23
8. Big Trouble (Roth, Vai) – 3:56
9. Bump and Grind (Roth, Vai) – 2:32
10. That’s Life (Dean Kay, Kelly Gordon) – 2:29

## Beteiligte Musiker
- David Lee Roth – Gesang
- Steve Vai – Gitarren
- Billy Sheehan – Bass
- Gregg Bissonette – Schlagzeug
- Jeff Bova – Keyboard
- Jesse Harms – Keyboard
- Sammy Figueroa – Percussion
- The Waters Family – Hintergrund-Gesang
- The Sidney Sharp Stings – Streicher